# Nicky Hilton
Nicholai „Nicky” Olivia Hilton–Rothschild (ur. 5 października 1983) – amerykańska modelka, projektantka mody, aktorka i dziedziczka części sieci hoteli Hilton, a także około 5–15% fortuny jej ojca.

## Rodzina
Nicky Hilton urodziła się 5 października 1983 roku w Nowym Jorku. Jest drugim z czworga dzieci Richarda Hiltona i Kathy Richards. Jej siostrą jest Paris Hilton, a bracia to Barron Nicholas Hilton i Conrad Hughes Hilton. Siostrzenica aktorek Kyle i Kim Richards.

## Edukacja
Hilton rozpoczęła edukacje w 1987 roku w prestiżowej szkole The Buckley w Sherman Okasa w Kalifornii. Również tam do szkoły chodziła jej siostra Paris Hilton, jak i Nicole Richie i Kimberly Stewart po przeprowadzce do Nowego Jorku uczyła się w szkole High School: Convent of the Sacred Heart na Manhattanie, do której również uczęszczała Lady Gaga.

## Kariera
Razem ze swoją starszą siostrą Paris zaczęła pojawiać się na przyjęciach w celu zwrócenia na siebie uwagi. Razem z nią pracowała również jako modelka w agencji modelek Trumpa. Potem zdecydowała się jednak na pracę jako reporterka w stacji telewizyjnej E!
W 2004 roku Nicky Hilton wypuściła na rynek własną linię odzieżową – Chick by Nicky Hilton. W latach 2002–2005 projektowała torebki dla japońskiej marki Samantha Thavasa. W 2007 wypuściła kolekcje ubrań nazwaną Nicholai, którą wystawiła podczas New York Fashion Week. W 2008 zaprezentowała kolekcję ubrań podczas Tygodnia Mody Mercedes-Benz.

## Życie prywatne
15 sierpnia 2004, Nicky Hilton poślubiła Todda Andrew Meistera, biznesmena z Manhattanu, jednak małżeństwo przetrwało zaledwie 3 miesiące – do 9 listopada 2004. Nicky była także związana z Davidem Katzenbergiem, w latach 2007–2011.
10 lipca 2015 odbył się jej ślub z Jamesem Rothschildem. Ceremonia odbyła się w oranżerii Pałacu Kensington.